# Kvärsjö
Kvärsjö är en insjö i Sund på Åland. Den ligger helt och hållet inom byn Brändbolstad. 
Arean är 15,3 hektar och strandlinjen 2,26 kilometer. Sjön ligger drygt 20 meter över havet.
På en geomterisk karta från omkring 1650 skrivs sjöns namn Qwär Siön (eller möjligen Qwer Siön) och på en lantmäterikarta från 1746 Qvarsiö Träsk. Hur namnet ska tolkas är oklart.